# San Francisco (Surigao del Norte)
San Francisco (Bayan ng San Francisco) är en kommun i Filippinerna. Kommunen ligger på ön Mindanao, och tillhör provinsen Surigao del Norte. Folkmängden uppgår till 11 521 invånare.
San Francisco är indelat i 11 barangayer.